# U 13 (U-Boot, 1912)
U 13 war ein U-Boot der deutschen Kaiserlichen Marine.

## Bau und Indienststellung
Das Boot war ein sogenanntes Zweihüllenboot, das als Hochseeboot in einem Amtsentwurf konzipiert wurde. Es wurde am 23. Februar 1909 bei der Kaiserlichen Werft Danzig in Auftrag gegeben, lief dort am 2. April 1910 vom Stapel und wurde am 25. April 1912 unter Kapitänleutnant Pohle in Dienst gestellt.

## Technik
Das U-Boot war 57,88 m lang, 6 m breit und hatte einen Tiefgang von 3,44 m sowie eine Verdrängung von 516 Tonnen über und 644 Tonnen unter Wasser. Die Besatzung bestand aus 29 Mann, wovon vier Offiziere waren. Die Maschinen für die Überwasserfahrt waren zwei Sechs- und Achtzylinder-Zweitakt Petroleummotoren von Körting mit 882 kW (1200 PS). Zur Unterwasserfahrt kamen zwei Elektromotoren von SSW mit 860 kW (1.160 PS) zum Einsatz. Damit waren Geschwindigkeiten von 14,8 kn (über Wasser) bzw. 10,7 kn (unter Wasser) möglich. Ihr Aktionsradius betrug bis zu 4.000 NM bei Überwasserfahrt. Bei getauchter Fahrt mit 5 kn wurden 90 NM erreicht bei einer maximalen Tauchtiefe von 50 Meter. Die sechs mitgeführten Torpedos konnten über zwei Bug- und zwei Heckrohre verschossen werden.

## Einsatz und Verbleib
Das U-Boot führte insgesamt eine Feindfahrt aus und hatte dabei keine Versenkungen.
Am 6. August 1914 lief U 13 gemeinsam mit neun anderen U-Booten von der Marinebasis Helgoland zu einer ersten Feindfahrt gegen Großbritannien aus. Der Auftrag lautete, im Abstand von sieben Seemeilen eine Postenkette mit den Booten zu bilden. Laut Befehl sollte U 13 dabei den 59. Breitengrad nicht überschreiten.
Ab dem 9. August 1914 wurde das Boot vermisst. Es wird davon ausgegangen das das Boot ohne Feindberührung am 12. August 1914, drei Tage nach seinem Schwesterschiff U 15, sank. Alle 29 Besatzungsmitglieder einschließlich der Kommandanten Graf von Schweinitz und Krain Freiherr von Kauder starben. Die genaue Ursache blieb ungeklärt. Vermutlich lief U 13 auf eine Mine oder sank infolge eines Unfalls.

## Kommandanten
| Dienstgrad      | Name                           | von            | bis                 |
| --------------- | ------------------------------ | -------------- | ------------------- |
| Kapitänleutnant | Richard Pohle                  | 25. April 1912 | 1. August 1914 (†)  |
| Kapitänleutnant | Hans Artur Graf von Schweinitz | 1. August 1914 | 12. August 1914 (†) |